# Rafael Matos
Pour les articles homonymes, voir Matos.
Ne doit pas être confondu avec Raphael Matos.
Rafael Matos, né le 6 janvier 1996 à Porto Alegre, est un joueur de tennis brésilien, professionnel depuis 2014.

## Carrière
En 2014, Rafael Matos est finaliste en double junior de l'US Open aux côtés de João Menezes.
Vainqueur de quatre tournois ITF en simple et 30 en double, il obtient depuis 2019 ses principaux résultats dans cette discipline, remportant 11 tournois au cours de la saison dont son premier Challenger à Campinas. En 2020, il se distingue lors du tournoi de Rio avec Orlando Luz en battant la paire no 1 mondiale Cabal-Farah au premier tour. 
En 2021, il s'impose sur le circuit ATP aux côtés de Felipe Meligeni Alves à l'Open de Córdoba.
En 2022, il remporte 1 titre avec Felipe Meligeni Alves et 4 titres avec l'Espagnol David Vega Hernández.
En 2023, il remporte le tournoi de double mixte de l'Open d'Australie avec sa compatriote Luisa Stefani.
En 2024, il remporte le tournoi de Stuttgart avec son compatriote Marcelo Melo.

## Palmarès

### Titres en double messieurs
| No | Date       | Nom et lieu du tournoi            | Catégorie | Dotation    | Surface      | Partenaire            | Finalistes                        | Score              |          |
| -- | ---------- | --------------------------------- | --------- | ----------- | ------------ | --------------------- | --------------------------------- | ------------------ | -------- |
| 1  | 22-02-2021 | Córdoba Open Córdoba              | ATP 250   | 514 800 $   | Terre (ext.) | Felipe Meligeni Alves | Romain Arneodo Benoît Paire       | 6-4, 6-1           | Parcours |
| 2  | 21-02-2022 | Chile Dove Men+Care Open Santiago | ATP 250   | 475 960 $   | Terre (ext.) | Felipe Meligeni Alves | André Göransson Nathaniel Lammons | 7-68, 7-63         | Parcours |
| 3  | 04-04-2022 | Grand-Prix Hassan II Marrakech    | ATP 250   | 534 555 €   | Terre (ext.) | David Vega Hernández  | Andrea Vavassori Jan Zieliński    | 6-1, 7-5           | Parcours |
| 4  | 19-06-2022 | Mallorca Championships Calvià     | ATP 250   | 886 500 €   | Gazon (ext.) | David Vega Hernández  | Ariel Behar Gonzalo Escobar       | 7-65, 66-7, [10-1] | Parcours |
| 5  | 11-07-2022 | Nordea Open Båstad                | ATP 250   | 534 555 €   | Terre (ext.) | David Vega Hernández  | Simone Bolelli Fabio Fognini      | 6-4, 3-6, [13-11]  | Parcours |
| 6  | 26-09-2022 | Sofia Open Sofia                  | ATP 250   | 534 555 €   | Dur (int.)   | David Vega Hernández  | Fabian Fallert Oscar Otte         | 3-6, 7-5,[10-8]    | Parcours |
| 7  | 19-02-2024 | Rio Open by Claro Rio de Janeiro  | ATP 500   | 2 100 230 $ | Terre (ext.) | Nicolás Barrientos    | Alexander Erler Lucas Miedler     | 6-4, 6-3           | Parcours |
| 8  | 10-06-2024 | BOSS Open Stuttgart               | ATP 250   | 734 915 €   | Gazon (ext.) | Marcelo Melo          | Julian Cash Robert Galloway       | 3-6, 6-3, [10-8]   | Parcours |
| 9  | 15-07-2024 | Nordea Open Båstad                | ATP 250   | 579 320 €   | Terre (ext.) | Orlando Luz           | Manuel Guinard Grégoire Jacq      | 7-5, 6-4           | Parcours |
| 10 | 17-02-2025 | Rio Open by Claro Rio de Janeiro  | ATP 500   | 2 396 115 $ | Terre (ext.) | Marcelo Melo          | Pedro Martínez Jaume Munar        | 6-2, 7-5           | Parcours |

### Finales en double messieurs
| No | Date       | Nom et lieu du tournoi                        | Catégorie | Dotation    | Surface      | Vainqueurs                           | Partenaire           | Score            |          |
| -- | ---------- | --------------------------------------------- | --------- | ----------- | ------------ | ------------------------------------ | -------------------- | ---------------- | -------- |
| 1  | 23-05-2021 | Belgrade Open Belgrade                        | ATP 250   | 511 000 €   | Terre (ext.) | Jonathan Erlich Andrei Vasilevski    | André Göransson      | 6-4, 6-1         | Parcours |
| 2  | 25-04-2022 | BMW Open Munich                               | ATP 250   | 534 555 €   | Terre (ext.) | Kevin Krawietz Andreas Mies          | David Vega Hernández | 4-6, 6-4, [10-7] | Parcours |
| 3  | 03-10-2022 | Rakuten Japan Open Tennis Championships Tokyo | ATP 500   | 1 953 285 $ | Dur (ext.)   | Mackenzie McDonald Marcelo Melo      | David Vega Hernández | 6-4, 3-6, [10-4] | Parcours |
| 4  | 17-07-2023 | Nordea Open Båstad                            | ATP 250   | 562 815 €   | Terre (ext.) | Gonzalo Escobar Aleksandr Nedovyesov | Francisco Cabral     | 6-2, 6-2         | Parcours |
| 5  | 20-09-2023 | Chengdu Open Chengdu                          | ATP 250   | 1 152 805 $ | Dur (ext.)   | Sadio Doumbia Fabien Reboul          | Francisco Cabral     | 4-6, 7-5, [10-7] | Parcours |
| 6  | 29-07-2024 | Mubadala Citi DC Open Washington              | ATP 500   | 2 100 230 $ | Dur (ext.)   | Nathaniel Lammons Jackson Withrow    | Marcelo Melo         | 7-5, 6-3         | Parcours |
| 7  | 16-02-2025 | IEB+ Argentina Open Buenos Aires              | ATP 250   | 658 390 $   | Terre (ext.) | Guido Andreozzi Théo Arribagé        | Marcelo Melo         | 7-5, 4-6, [10-7] | Parcours |

### Titre en double mixte
| No | Date       | Nom et lieu du tournoi    | Catégorie | Dotation    | Surface    | Partenaire    | Finalistes                | Score     |          |
| -- | ---------- | ------------------------- | --------- | ----------- | ---------- | ------------- | ------------------------- | --------- | -------- |
| 1  | 20-01-2023 | Australian Open Melbourne | G. Chelem | 650 000 AU$ | Dur (ext.) | Luisa Stefani | Sania Mirza Rohan Bopanna | 7-62, 6-2 | Parcours |

## Parcours dans les tournois duGrand Chelem

### En double messieurs
| Année | Open d'Australie                                                                   | Open d'Australie                                                                | Internationaux de France                                                       | Internationaux de France                                                              | Wimbledon                                                                        | Wimbledon | US Open | US Open |
| ----- | ---------------------------------------------------------------------------------- | ------------------------------------------------------------------------------- | ------------------------------------------------------------------------------ | ------------------------------------------------------------------------------------- | -------------------------------------------------------------------------------- | --------- | ------- | ------- |
| 2021  | —                                                                                  | —                                                                               | —                                                                              | —                                                                                     | 2e tour (1/16) T. Monteiro \|\| style="text-align:left;" \| J. S. Cabal R. Farah | —         | —       |         |
| 2022  | 1er tour (1/32) F. Meligeni \|\| style="text-align:left;" \| S. Bolelli F. Fognini | 1/4 de finale D. Vega \|\| style="text-align:left;" \| M. Arévalo J.-J. Rojer   | 1/8 de finale D. Vega \|\| style="text-align:left;" \| R. Ram J. Salisbury     | 1er tour (1/32) D. Vega \|\| style="text-align:left;" \| D. Hidalgo F. Reboul         |                                                                                  |           |         |         |
| 2023  | 1er tour (1/32) D. Vega \|\| style="text-align:left;" \| H. Nys J. Zieliński       | 1/8 de finale F. Cabral \|\| style="text-align:left;" \| Ivan Dodig A. Krajicek | 2e tour (1/16) F. Cabral \|\| style="text-align:left;" \| N. Mektić M. Pavić   | 2e tour (1/16) F. Cabral \|\| style="text-align:left;" \| T. Griekspoor T. Kokkinakis |                                                                                  |           |         |         |
| 2024  | 2e tour (1/16) N. Barrientos \|\| style="text-align:left;" \| A. Behar A. Pavlásek | 2e tour (1/16) M. Melo \|\| style="text-align:left;" \| S. Bolelli A. Vavassori | 1/8 de finale M. Melo \|\| style="text-align:left;" \| H. Heliövaara H. Patten | 2e tour (1/16) M. Melo \|\| style="text-align:left;" \| W. Koolhof N. Mektić          |                                                                                  |           |         |         |
| 2025  |                                                                                    |                                                                                 |                                                                                |                                                                                       | 1/4 de finale M. Melo \|\| style="text-align:left;" \| R. Hijikata D. Pel        |           |         |         |

N.B. : le nom du partenaire se trouve sous le résultat ; le nom des ultimes adversaires se trouve à droite.

### En double mixte
| Année | Open d'Australie                                                                   | Open d'Australie    | Internationaux de France                                                      | Internationaux de France                                                              | Wimbledon                                                                                   | Wimbledon                                                                         | US Open | US Open |
| ----- | ---------------------------------------------------------------------------------- | ------------------- | ----------------------------------------------------------------------------- | ------------------------------------------------------------------------------------- | ------------------------------------------------------------------------------------------- | --------------------------------------------------------------------------------- | ------- | ------- |
| 2022  | —                                                                                  | —                   | 2e tour (1/8) L. Kichenok \|\| style="text-align:left;" \| S. Stosur M. Ebden | 1er tour (1/16) L. Kichenok \|\| style="text-align:left;" \| B. Haddad Maia B. Soares | 1er tour (1/16) L. Kichenok \|\| style="text-align:left;" \| J. Ostapenko D. Vega Hernández |                                                                                   |         |         |
| 2023  | Victoire L. Stefani                                                                | S. Mirza R. Bopanna | 1/4 de finale L. Stefani \|\| style="text-align:left;" \| Miyu Kato Tim Pütz  | 1er tour (1/16) L. Stefani \|\| style="text-align:left;" \| L. Samsonova A. Vavassori | —                                                                                           | —                                                                                 |         |         |
| 2024  | 1er tour (1/16) L. Stefani \|\| style="text-align:left;" \| H. Watson J. Salisbury | —                   | —                                                                             | —                                                                                     | —                                                                                           | 1er tour (1/16) L. Stefani \|\| style="text-align:left;" \| K. Siniaková J. Peers |         |         |
| 2025  | —                                                                                  | —                   | 2e tour (1/8) C. Bucșa \|\| style="text-align:left;" \| G. Olmos L. Glasspool |                                                                                       |                                                                                             |                                                                                   |         |         |

N.B. : le nom de la partenaire se trouve sous le résultat ; le nom des ultimes adversaires se trouve à droite.

## Classements ATP en fin de saison
| Année          | 2013 | 2014 | 2015 | 2016 | 2017 | 2018 | 2019 | 2020 | 2021 | 2022 | 2023 |
| Rang en simple | 1108 | 1036 | 895  | 1007 | 525  | 593  | 472  | 506  | 705  | 926  | –    |
| Rang en double | 1010 | 653  | 475  | 676  | 397  | 282  | 207  | 139  | 70   | 27   | 59   |

Source : (en) Classements de Rafael Matos sur le site officiel de la Fédération internationale de tennis